# Брасиностероиди
Брасиностероиди су класа биљних хормона, који промовишу раст ћелија и органа, као и деобу ћелија. Хемијски посматрано, брасиностероиди су стероиди, деривати кампестерола. Први брасиностероид који је изолован био је брасинолид, који је 1979. године добијен из екстракта полена репице (Brassica napus). Брасиностероиди су биљкама неопходни за низ функција: издуживање органа, диференцијацију проводног ткива и листова, фертилност полена, одговор на светлост и убрзавање старења (сенесценције).